# Hans von Bülow
Hans Guido Von Bülow (Dresden, 8 de gener de 1830 - El Caire, 12 de febrer de 1894) va ser un director d'orquestra, virtuós pianista i compositor romàntic alemany. Pertanyia a la noblesa i portava el títol de Freiherr (baró). Va ser un dels més famosos directors del segle xix, i la seua activitat va ser crítica en l'establiment dels èxits dels compositors més importants de la seua època, entre ells Richard Wagner. Va dirigir l'Orquestra Filharmònica de Berlín entre 1887 i 1893.

## Biografia
Va nàixer a Dresden, i des dels nou anys va ser alumne de Friedrich Wieck (el pare de Clara Schumann). Tanmateix, els seus pares van insistir en el fet que estudiara Dret en compte de música i el van enviar a Leipzig.
A Leipzig va conèixer Franz Liszt, i en escoltar la música de Richard Wagner—específicament, l'estrena de Lohengrin el 1850—va decidir ignorar les ordres de son pare i fer-se una carrera com a músic. Va obtenir el seu primer treball com a director a Zúric, recomanat per Wagner, l'any 1850.
Per la seua notòria falta de tacte, Bülow es va guanyar l'antipatia de molts dels músics amb què treballava. Per això va ser acomiadat del seu treball a Zuric, però al mateix temps ja començava a guanyar renom per la seua habilitat per a dirigir sense partitures obres noves i complexes. L'any 1851 es va convertir en estudiant de Liszt, casant-se amb la filla d'aquest, Còsima el 1857. Durant els anys 1850 i inicis dels 1860 es va mantenir en activitat com a pianista de recitals, director i escriptor, sent molt conegut tant a Alemanya com a Rússia. En aquesta època va tenir molts alumnes, entre ells l'Ernst Flügel, Richard Bruno Heydrich,Otto Reubke.
L'any 1864 deixà de dirigir l'Orquestra Filharmònica de Berlín, succeint-lo en aquest càrrec Hans Bronsart von Schellendorff, a Berlín va tenir en la classe de piano molts alumnes entre ells a Hermann Goetz, llavors va ser nomenat director de l'Òpera de La Cort de Múnic, i va ser en aquest lloc principalment on va adquirir fama. Va dirigir les estrenes de dues òperes de Wagner, Tristany i Isolda i Els mestres cantaires de Nuremberg, el 1865 i el 1868, respectivament, amb gran èxit en totes dues. Tanmateix, la seua esposa Còsima, qui per un temps va mantenir una aventura extramatrimonial amb Richard Wagner, el va abandonar l'any 1868, emportant-se a dos dels seus quatre fills—els dos que Richard Wagner va adoptar com a seus—i el 1870 es va divorciar de von Bülow. Malgrat això, von Bülow va continuar sent deixeble de Wagner i mai va desenvolupar cap ressentiment contra ell; fins i tot va lamentar la seua mort i va continuar dirigint les seues obres.

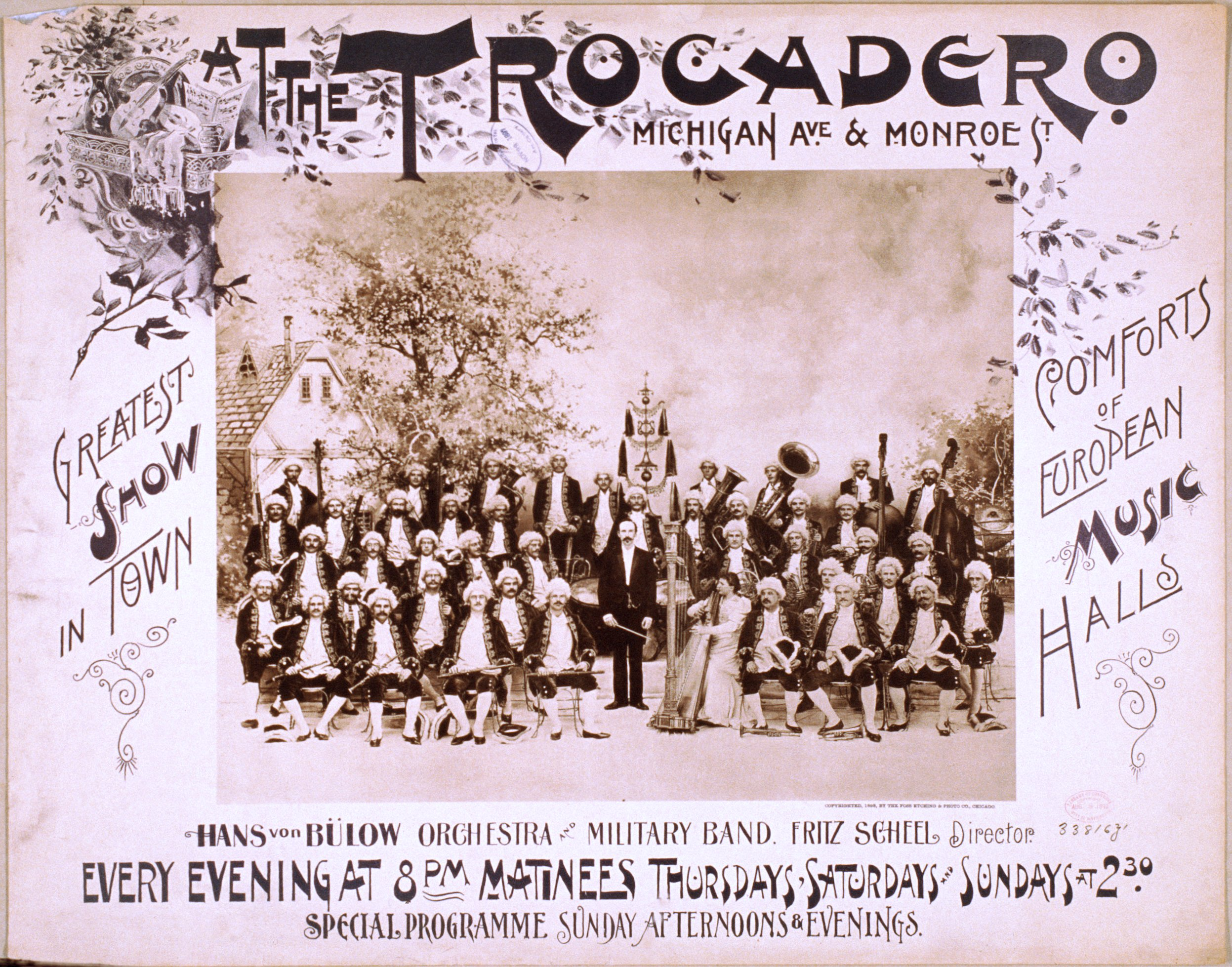
Cartell per a una presentació de l'Orquestra i la Banda Militar de Hans Von Bülow a Chicago.

A més de donar suport a la música de Wagner, von Bülow va ser un promotor de la música de Brahms i Txaikovski, i també malgrat el seu caràcter fou amic del compositor suís Gustav Weber. Va oferir l'estrena mundial del Concert per a piano núm. 1 de Txaikovski a Boston l'any 1875, una jornada tempestuosa deslluïda pels esbroncs, interrupcions i insults.
Entre els seus alumnes hi destaquen Agathe Backer Grøndahl, Asger Hamerik, Lothar Kempter, Sophie Menter, Clara Kathleen Rogers i José Viana da Motta.
Entre 1878 i 1880 va ser Hofkapellmeister a Hannover, però va ser forçat a renunciar després d'un enfrontament amb un tenor que cantava el paper del "Cavaller del Cigne" a Lohengrin (Von Bülow el va qualificar de "Rei dels Canalles"). L'any 1880 es va traslladar a Meiningen, on va ocupar el lloc equivalent i on va convertir a l'orquestra en una de les millors d'Alemanya. Entre les seues diverses demandes, va insistir en el fet que els músics aconseguiren tocar les seues parts de memòria. Entre algunes de les seues innovacions orquestrals està l'addició del contrabaix de 5 cordes i el timbal amb pedal, que és des de llavors un dels instruments estàndards de l'orquestra simfònica. Les seues interpretacions acurades, sensibles i profundament musicals van fer d'ell el prototip del director virtuós, que s'estendria en data posterior. També va ser un agut i astut periodista musical.
A finals dels anys 1880 es va establir a Hamburg, però va continuar realitzant gires, com a director i com a pianista. Després de 1890, la seua salut mental i psíquica va començar a fallar i va cercar un clima més temperat i sec per a recuperar-se; va morir en un hotel del Caire. Va ser sebollit al Cementiri d'Ohlsdorf a Hamburg.

## Estrenes notables

### Com a director
- Richard Wagner, Tristany i Isolda, Múnic, 10 de juny de 1865
- Richard Wagner, Els mestres cantaires de Nuremberg, Hofoper, Múnic, 21 de juny de 1868

### Com a pianista
- Franz Liszt, Sonata en si menor, Berlín, 27 de gener de 1857
- Piotr Ilitx Txaikovski, Concert per a piano núm. 1, Boston, 25 d'octubre de 1875